# Земля Мері Берд
Земля Мері Берд — частина території Антарктиди, що лежить на узбережжі тихоокеанського сектору Південного океану між шельфовим льодовиком Росса і Морем Росса — на заході і Землею Елсворта і горами Елсворта — на сході (приблизно між 103° і 158° західної довготи).
Товщина льоду в середньому 1000—2000 м, місцями до 4000 м. Основа льодовикового покриву часто лежить нижче рівня моря. Найвища точка — вулкан Сідлей (4285 м) гірського масиву Виконавчого комітету. Земля Мері Берд омивається морем Амундсена.
В східній частині Землі Мері Берд, на кордоні із Землею Елсворта, під трикілометровим шаром льоду знаходиться найглибша западина у світі, западина Бентлі (- 2540 м).
На більшу частину території Землі Мері Берд жодна з країн офіційно не висунула територіальні претензії.
Земля отримала свою назву в 1929 році на честь дружини Річарда Берда. Частини узбережжя носять назви Берегів (Берег Сондерса, Берег Рупперта, Берег Гобса, Берег Бакутіса, Берег Волгріна).
Найвідоміші станції на території Землі Мері Берд — Російська і Берд.
Геологи і вчені з NASA знайшли на території землі Мері Берд на заході Антарктиди гігантське підземне «озеро», заповнене магмою. Як вважають вчені, цей плюм піднявся до поверхні досить давно, приблизно 50-110 мільйонів років тому, коли Антарктика ще не була покрита льодами .